# Llarg viatge cap a la nit
Llarg viatge cap a la nit (títol original en xinès, 地球最後的夜晚) és una pel·lícula dramàtica xinesa del 2018 dirigida per Bi Gan. La pel·lícula es va projectar a la secció Un certain regard del Festival de Canes 2018. Malgrat que el títol de difusió internacional, en anglès (Long Day's Journey into Night), remet a l'obra d'Eugene O'Neill de 1956 amb el mateix títol (traduïda al català per Lluís-Anton Baulenas amb el títol "El llarg viatge d'un dia vers la nit"), no hi ha cap relació argumental entre les dues obres. Destaca pels seus últims 59 minuts, que consisteixen en una llarga presa ininterrompuda en 3D. S'ha doblat i subtitulat al català.